# Castillo de Jallanges y parque
El castillo de Jallanges y parque, en francés Château de Jallanges et parc, es un castillo MH y arboreto privado de 10 hectáreas de extensión, que se encuentra en el Vernou-sur-Brenne, Francia.
El castillo de Jallanges ha sido objeto de una inscripción a título de los monuments historiques de France desde el 22 de junio de 1946 (Base Mérimée ref. n.º PA00098281; renovación 1993/09/14 puesta al día 2014/01/17)

## Localización
La comuna de Vernou-sur-Brenne se encuentra en la zona noreste del departamento de Indre-et-Loire, en una zona de cultivos vitivinícolas en la proximidad del río Brenne.
Parc du Château de Jallanges Domaine du Château de Jallanges, Code postal 37210 Vernou-sur-Brenne, Indre-et-Loire, Centre, Cedex France-Francia.
Planos y vistas satelitales, 47°26′40″N 0°49′47″E / 47.44444, 0.82972
Se abre al público solamente unos días al mes y se paga una tarifa de entrada.

## Historia
El « Château de Jallanges » fue edificado en 1465 por Luis XI de Francia.
Fue ampliado en el siglo XVI. El ala oriental de los comunes es de 1765 y fue remodelado en 1850. El edificio comprende el ala principal del siglo XV iluminada por claraboyas de frontones recortados ganchos y armonizado por floretes. La fachada principal está acompañada por una torre con escalera poligonal, acabado con una planta cuadrada.
Presenta una arquitectura en la que combina el ladrillo y la piedra tallada en la forma característica de la época e incluye una capilla siglo XVII registrada como monumento histórico en 1946, así como los jardines del castillo, (Base Mérimée ref. nº PA00098281).

## El parque
En el corazón de la Touraine, el Castillo de Jallanges es uno de los más bellos castillos del Loira. 
Ubicado en un parque con árboles centenarios y flanqueado por su « Jardin Renaissance Française » (Jardín renacentista francés ) con rosas, peonías, lirios y azucenas.
En el parque hay majestuosos cedros y acebo de trescientos años.